# Antonio Zanardi Landi
S.E. Antonio Zanardi Landi (Udine, 24 maggio 1950) è un diplomatico e ambasciatore italiano.

## Biografia
Si è laureato in giurisprudenza a Padova nel 1974. Dopo aver prestato servizio militare come sottotenente di complemento, periodo nel quale partecipa alle operazioni di soccorso a seguito del terremoto nel Friuli, lavora presso la FIAT.
Dopo l'entrata in diplomazia, tra il 1978 ed il 1979 frequenta, primo tra i funzionari italiani, l'École Nationale d'Administration a Parigi.
Nel 1978 intraprende la carriera diplomatica e viene assegnato al Cerimoniale della Repubblica. Nel 1981 è assegnato alla Segreteria Generale del Ministero degli Affari Esteri. Nel 1982 è Primo Segretario a Ottawa e dal 1984 al 1987 è Console a Teheran, negli anni della guerra Iran – Iraq, organizzando nelle sue funzioni l'evacuazione dei cittadini italiani dal paese. Nel 1987 è trasferito all'Ambasciata a Londra con l'incarico di Consigliere per la stampa e l'informazione. Rientrato a Roma nel 1989, presta servizio presso il Gabinetto del Ministro degli Esteri fino al 1992, quando è inviato come Consigliere all'Ambasciata presso la Santa Sede. 
Nel 1996 diviene Segretario Generale dell'Istituto Universitario Europeo di Fiesole.
Nel 2000 rientra al Ministero, presso il Gabinetto del Ministro, con l'incarico dei rapporti con il Parlamento. Nel 2002 è capo dell'Unità di Coordinamento della Segreteria Generale e nel 2004 è nominato Ambasciatore a Belgrado. 
Nel 2006 assume l'incarico di vice-segretario generale e nel 2007 è nominato Ambasciatore d'Italia presso la Santa Sede, accreditato anche presso il Sovrano Militare Ordine di Malta. 
Dal dicembre 2010 è Ambasciatore d'Italia a Mosca, accreditato anche in Turkmenistan. 
Dal settembre 2013 è Consigliere Diplomatico del Presidente della Repubblica. 
Dal 1994 è membro del Consiglio Scientifico della rivista italiana di geopolitica Limes.
Il 4 gennaio 2015 è nominato Presidente della Fondazione Aquileia da cui si dimette il 30 settembre 2020. 
Dal giugno 2015 è Senior Advisor di Pirelli.
Dal 2016 è membro del Consiglio della Fondazione dell'Ospedale Pediatrico del Bambin Gesù.
Dal 2 settembre 2016 è Ambasciatore del Sovrano Militare Ordine di Malta presso la Santa Sede.
Dal 2018 è Membro del Consiglio Scientifico di Confindustria.
È membro della Fondazione Italia USA.
È sposato con Sabina Cornaggia Medici Castiglioni e ha tre figli: Pietro, Benedetta e Caterina.